# André Osterberger
André Osterberger (né le 26 octobre 1920 à Laignes et mort le 18 janvier 2009 à Yssingeaux) est un athlète français, spécialiste du lancer du marteau.

## Biographie
André Osterberger participe aux Jeux olympiques de 1952 à Helsinki mais ne franchit pas le cap des qualifications.
Il remporte le titre de champion de France du lancer du marteau en 1952.
Il établit deux records de France du lancer du marteau : le premier le 1er octobre 1950 à Colombes avec 51,66 m et le second le 22 mai 1952 à Oignies avec 52,95 m.